# Comté de New Kent
Le comté de New Kent est un comté de Virginie, aux États-Unis.